# シェフザーデ・マフムト
シェフザーデ・マフムト（1582年 - 1603年）は、オスマン帝国の王族、母はハリメ・スルタンと言われるが諸説ある。父はメフメト3世。

## 生涯
マフムトは1582年に父が皇子時代の時に生まれた。1595年に父が即位すると、マフムトは事実上の皇太子となった。
イスタンブールでのマフムトはイェニチェリらに人気があり、特に父のメフメト3世はかなりの肥満体で外征には一度しか行けなかったのでマフムトに期待する者も多かった。マフムトは父のメフメトがサフィエ・スルタンの傀儡であることを危惧しており、母のハンダンもサフィエに良く思われていなかった。成人した皇子は本来ならば経験を積むために州知事として働く伝統があったが、ジェラーリーの反乱が起きていたり、バルカン半島ではハプスブルク家との間で長期トルコ戦争が起きており、不安定な情勢であった。
その頃のアナトリアではジェラーリーの反乱が起きており、首都イスタンブールの周辺でも騒擾がおきていた。マフムトは父にこれらの混乱を鎮圧するための軍隊を預けることを頼んだという。しかしメフメト3世は混乱を収めたマフムトがイスタンブールに戻ってきてその栄光を振りかざして自身を退位させるのではないかと疑った。1603年、マフムトは投獄され、彼を自白させるべく、2日間に渡って拷問をうけたが、マフムトは何も言わなかった。
メフメト3世は周辺の者たちにマフムトの処遇を相談し、最初的に処刑されることが決定した。1603年 6月7日、マフムトは四人の処刑人によって絞殺された。
その後、父のメフメト3世も半年後に亡くなった。一説には息子を処刑してしまったという罪悪感がストレスになってしまい、それが死因とも言われる。